# Heerlijk eerlijk Heertje
Heerlijk eerlijk Heertje was een praatprogramma van de VPRO met als gastheer Raoul Heertje. Het werd geproduceerd door IdtV.
Het programma was geen gewone talkshow. Het gaf een beeld van wat er achter de schermen gebeurt in de televisiewereld en dan voornamelijk de aspecten die Raoul Heertje interessant vindt. Zo werden alle werkbesprekingen op film vastgelegd en ook nam Heertje alle interviews op die hij aflegde betreffende zijn programma. Fragmenten van deze audio- en videobanden werden gebruikt in Heerlijk eerlijk Heertje, bijvoorbeeld om de kijker duidelijk te maken hoe misleidend televisie in feite is. Andere onderwerpen die werden belicht waren onder meer welke trucs er worden gebruikt om de kijkcijfers zo hoog mogelijk te houden en hoe interviewers een gesprek een richting uit kunnen sturen.
Heerlijk eerlijk Heertje draaide vooral om wat Heertje fascineerde aan het medium televisie. Of het programma al dan niet goed bekeken werd was voor hem naar eigen zeggen onbelangrijk.
Het programma stopte omdat Heertje, ironisch genoeg, zichzelf genoodzaakt zag om in zijn eigen opnames te knippen. In een gesprek met Harry Mens onthulde Heertje een eerdere anekdote van Mens over diens hoerenbezoek. Mens ontkende dit vervolgens stellig, waarna Heertje zichzelf genoodzaakt zag om dit bewuste fragment niet uit te zenden.